# Høvdingebold 2009
Høvdingebold var en sportskonkurrence på DR1 i løbet af foråret 2009. Det startede på 12 hold og sluttede i finalen med 2 hold. De 12 hold var:
- Christianitterne
- Coverbabes
- Danserne
- DR PigeKoret
- Guldpigerne
- Kanonkuglerne
- Parkour
- Politiet
- Rapperne
- Skuespillerne
- Spejderne
- Sygeplejerskene

Efter mange kampe endte det med Parkour og Politiet mod hinanden i finalerne hvorefter Politiet vandt.
Programserien fik en ny sæson i 2010.

## Turneringsplan

### Runde 1

#### Program 1
| Holdene          | Status |
| ---------------- | ------ |
| Politiet         | videre |
| Christianitterne | videre |
| Skuespillerne    | ude    |

#### Program 2
| Holdene   | Status |
| --------- | ------ |
| Rapperne  | videre |
| Spejderne | videre |
| Danserne  | ude    |

#### Program 3
| Holdene      | Status |
| ------------ | ------ |
| DR pigekoret | videre |
| Coverbabes   | ude    |
| Guldpigerne  | videre |

#### Program 4
| Holdene          | Status |
| ---------------- | ------ |
| Parkour          | videre |
| Sygeplejerskerne | ude    |
| Kanonkuglerne    | videre |

Efter runde 1 manglede der et hold til runde 2. Derfor lavede DR en seerafstemning om hvem der skulle have det såkaldte "wildcard".
Det blev Coverbabes der fik 37 % af stemmerne, tæt forfulgt af sygeplejerskerne der fik 32 %.

### Runde 2

#### Program 5
| Holdene          | Status |
| ---------------- | ------ |
| Christianitterne | ude    |
| Gulpigerne       | videre |
| Parkour          | videre |

#### Program 6
| Holdene       | Status |
| ------------- | ------ |
| Politiet      | videre |
| Spejderene    | videre |
| Kanonkuglerne | ude    |

#### Program 7
| Holdene      | Status |
| ------------ | ------ |
| Rapperne     | videre |
| DR pigekoret | videre |
| Coverbabes   | ude    |

### Semifinaler

#### Program 8
| Holdene      | Status |
| ------------ | ------ |
| Parkour      | videre |
| Spejderne    | ude    |
| DR Pigekoret | ude    |

#### Program 9
| Holdene     | Status |
| ----------- | ------ |
| Guldpigerne | ude    |
| Politiet    | videre |
| Rapperne    | ude    |

### Finale

#### Program 10
| Holdene  | Status   |
| -------- | -------- |
| Parkour  | 2. plads |
| Politiet | Vinder   |

## Holdene

### Christianitterne
- Torben Nielsen, rolle på holdet: Høvding og indpisker.
- Erla Gudmundsdóttir, rolle på holdet: Sætter holdet op til sejr.
- Casper Sørensen, rolle på holdet: God både offensivt og defensivt.
- Isabel Dalhoff, rolle på holdet: Charmøren.
- Aiyo Jensen, rolle på holdet: Holdets akrobat.
- Christian Cherry, rolle på holdet: Undviger og griber.
- Tali Jensen, rolle på holdet: Fastholder den taktiske kurs.

Bonus: Christianitterne er et hold med nogle af de personer der bor i fristaden Christiania.
Gik ud i 2. runde

### Coverbabes
- Mascha Vang, rolle på holdet: Høvding.
- Marie Knakkergaard, rolle på holdet: God til at holde energien oppe.
- Patricia Baier, rolle på holdet: Gribe bolden og spille sammen med høvdingen.
- Vicki Laursen, rolle på holdet: Stormløberen.
- Belinda Sander Jensen, rolle på holdet: "Jeg er rigtig god til at undvige. Jeg er altid sidst tilbage, og så er jeg god til at distrahere".
- Ida Randal, rolle på holdet: Ida er manden på holdet. Ida er "Matrix".
- Marianne Gammelgaard, rolle på holdet: Strategisk offer.

Bonus: Coverbabes er et hold med letpåklædte fotomodeller.
De gik rigtigt ud i 1. runde, med kom videre på et wildcard, hvor de gik ud i 2. runde.

### Danserne
- Mads Vad, rolle på holdet: Høvding
- Camilla Dalsgaard, rolle på holdet: Den glade pige.
- Tobias Karlsson, rolle på holdet: Stormløberen.
- Silas Holst, rolle på holdet: Den hårde skytte.
- Katrine Bonde, rolle på holdet: Hende der ikke bliver skudt.
- Mirja Kennedy, rolle på holdet: Griberen.
- Michael Olesen, rolle på holdet: Den flyvende Michael.

Bonus: Holdnavnet fortæller for sig selv.
Danserne gik ud i 1. runde.

### DR pigekoret
- Henriette Tybjerg Madsen, rolle på holdet: Høvding.
- Christina Mallou Linde, rolle på holdet:  Angriberen. Stormløberen.
- Andrea Juliane Kristiansen, rolle på holdet: All round spilleren, der både griber og kaster.
- Heidi Gjerløv Rasmussen, rolle på holdet: Er en fighter. Bevarer overblikket.
- Caroline Beyer, rolle på holdet: Holde over blikket. Se de andre.
- Maja Bar Rasmussen, rolle på holdet: "Jeg vil være på hele tiden. Jeg bliver griberen".
- Hanna Sebelin Skogø, rolle på holdet: "Jeg er hende, der topper til sidst når alle andre er flade".

Bonus: DR pigekoret er et hold med udvalgte fra DR pigekoret
DR pigekoret gik ud i semifinalen.

### Guldpigerne
- Mette Vestergaard, rolle på holdet: Høvding. Alderspræsident og opretholder af ro.
- Juliane Elander, rolle på holdet: Sikrer kampgejst.
- Katrin Olsen, rolle på holdet: Fighteren.
- Mie Skov, rolle på holdet, rolle på holdet: Skaber sammenspil.
- Louise Klingenberg Lauersen, rolle på holdet: Flygter fra bolden.
- Lisa Lents, rolle på holdet: Den der pepper stemningen op.
- Stine Andreasen, rolle på holdet: Allround-spiller.

Bonus: Guldpigerne er et hold med nogle af de bedste kvindelige danske sportsnavne.
Guldpigerne gik ud i Semifinalen.

### Kanonkuglerne
- Kanonkongen, rolle på holdet: Høvding og den store taktiker.
- Anders Stjernholm, rolle på holdet: Holdets hårdeste skytte.
- Score-Emil, rolle på holdet: Den lynhurtige.
- Lizzie, rolle på holdet: Sikrer rock'n roll-stemning og godt humør.
- Bettina Bjerring, rolle på holdet: Den glade entusiast.
- Henrik Poulsen, rolle på holdet: Den stille og beregnende.
- Christopher Læssø, rolle på holdet: Den reelle anfører (mener han selv).

Bonus: Kanonkuglerne er et hold med forskellige radio og TV-værter.
Efter 1. runde blev Lizzie fra Kanonkuglerne så skadet at Kanonkongen og Anders Stjernholm måtte finde en afløser. Det blev Sisse Fisker.
Kanonkuglerne gik ud i 2. runde.

### Parkour
- Ilir Hasani, rolle på holdet: Høvding med det taktiske overblik.
- Rinaldo Madiotto, rolle på holdet: Den med bedst boldforståelse.
- Martin Coops, rolle på holdet: Holdets mentale coach.
- Signe Højbjerre Larsen, rolle på holdet: Den bedste griber.
- Avni Hasani, rolle på holdet: Hårdt skydende allround-spiller.
- Tom Møller, rolle på holdet: Den uforudsigelige, som er umulig at læse.
- Sami El-Hindi, rolle på holdet: Den aggressive skytte.

Bonus: Parkour er et hold med personer der dyrker sporten parkour.
Parkour havde ikke tabt en eneste kamp inden de mødte politiet i finalen, og kom på en 2. plads.

### Politiet
- Kenneth Lynge, rolle på holdet: Høvding.
- Tasja Fouchard, rolle på holdet: Peptakler, når drengene er ved at falde i svime over de lange ben på den anden banehalvdel.
- Morten Vinther, rolle på holdet: Indpiskeren.
- Kathrine Thomsen, rolle på holdet: Det bliver at undvige bolden.
- Morten Jensen, rolle på holdet: Stormløberen og derefter at skyde de andre.
- Martin Johansen, rolle på holdet: At gå ind og være jokeren.
- Martin Lassen, rolle på holdet: Den bevægelige og den hurtige.

Bonus: Holdnavnet fortæller for sig selv.
Politiet blev vinder af Høvdingebold 2009.

### Rapperne
- Ufo, rolle på holdet: Høvding.
- Jøden, rolle på holdet: Højtråbende indpisker.
- Jonny Hefty, rolle på holdet: Alderspræsidenten med det lange garn.
- Jooks, rolle på holdet: Hurtigløberen.
- Yepha, rolle på holdet: Psyker modstanderen.
- Aida, rolle på holdet: Motivator og godt blik for spillet.
- J-Spliff, rolle på holdet: Den temperamentsfulde angriber.

Bonus: Holdnavnet fortæller for sig selv
Rapperne gik ud i Semifinalen.
Rappernes præsentationsvideo er en musikvideo hvor "Høvdingebawlers" rapper "Duk dig".

### Skuespillerne
- Bjarne Henriksen, rolle på holdet: Høvding.
- Vicki Berlin, rolle på holdet: Den der skaber god stemning på holdet og råber højt.
- Thomas Bo Larsen, rolle på holdet: Indpisker.
- Mira Wanting, rolle på holdet: God til at gribe.
- Jacob Weble
- Johannes Lilleøre, rolle på holdet: Holdets stormløber nr. 1.
- Ali Kazim, rolle på holdet: Den der vil vinde for enhver pris.

Bonus: Holdnavnet fortæller for sig selv.
Skuespillerne gik ud i 1. runde.

### Spejderne
- Stina K. Bock, rolle på holdet: Høvding.
- Signe Just Petersen, rolle på holdet: Unvigeren.
- Julie Jespersen, rolle på holdet: Fløjspiller.
- Mathias Alsted Flinck, rolle på holdet: Den kyniske skytte.
- Rune Kværnø, rolle på holdet: Taktikeren.
- Christian Mikkelsen, rolle på holdet: Taktikeren.
- Anders Kværnø, rolle på holdet: Stabilitetsskaberen.

Bonus: Spejderne er et hold med forskellige spejderledere.
Spejderne gik ud i semifinalen.

### Sygeplejerskerne
- Fie Lunau, rolle på holdet: Høvding.
- Tenna Andersen, rolle på holdet: Hende der bliver god til at dukke sig.
- Julie Padek, rolle på holdet: Hopperen.
- Christian Nørskov, rolle på holdet: Skytten.
- Mikhael Andrew Hansen, rolle på holdet: Stormløberen.
- Kristina Thygesen.

Bonus: Holdnavnet fortæller for sig selv.
Sygeplejerskerne gik ud i 1. runde.

## Eksterne kilder og henvisninger
- Høvdingebolds hjemmeside